# Pentaria atrosuturalis
Pentaria atrosuturalis là một loài bọ cánh cứng trong họ Scraptiidae. Loài này được Pic miêu tả khoa học năm 1936.